# Abu Muhámmad al-Ádil
Abu Muhámmad Abdalah al-Ádil (en árabe: عبد الله العادل ‘Abd al-Lāh al-‘Ādil) fue elegido califa de los almohades en 1224 tras el estrangulamiento de su predecesor, su tío Abu Muhámmad al-Majlú. Su visir fue Abû Zayd ben Abî Muhammad ben Abî Hafs, que previamente había servido a su padre, Muhámmad an-Násir, y a su hermano, Yaqub II, como gobernador de Ifriqiya.

## Origen y primeros cargos
Era hijo del tercer califa almohade, Abu Yúsuf Yaacub al-Mansur. Cuando su tío Abu Muhámmad al-Majlú se proclamó califa en Marrakech el 1 de enero de 1224, gobernaba Murcia.

## Califa
Se alzó contra su tío el 6 de marzo de ese mismo año, instigado por un visir que había sido desterrado de la corte. Le apoyaron en la rebelión varios de sus hermanos, que gobernaban a la sazón Córdoba, Málaga y Granada. Así, logró ser reconocido como califa por casi todo al-Ándalus, salvo por la zona valenciana, que siguió fiel a su tío. En Sevilla lo acató Abdalah el Baezano, gobernador de la ciudad, pese a que este era hermano del gobernador de Valencia.
En septiembre de 1224 fue destronado su tío y rival y parte del Magreb se le sometió, pero no pasó a África hasta un año después, en noviembre de 1225. En el invierno del 1224, se rebeló contra él El Baezano, al que había entregado el gobierno de Córdoba para dar el de Sevilla a su hermano Abu El-Ola, que también se alzó contra él. El Baezano se coaligó con Fernando III de Castilla y se encastilló en Baeza, que las fuerzas califales no pudieron expugnar.
Los almohades sufrieron una serie de reveses: los leoneses corrieron las tierras sevillanas y los derrotaron en Tejada; Fernando III conquistó Quesada en otoño del 1225, taló Murcia el año siguiente y sometió a vasallaje al gobernador de la región valenciana. Temiendo ser vencido, al-Ádil pasó al Magreb en noviembre de 1225 y dejó el precario gobierno andalusí en manos de su hermano Abu el-Ola. Este se alzó contra él en septiembre del 1227, veinte días antes de que al-Ádil fuese asesinado en Marrakech.
En el Magreb tuvo que afrontar rebeliones de algunas tribus con el sostén de otras que, sin embargo, finalmente se volvieron contra él, lo derrocaron, y dos semanas más tarde le dieron muerte, el 5 de octubre de 1227. Los asesinos reconocieron al principio a su hermano Abu el-Ola, gobernador de Sevilla, pero al poco se arrepintieron de ello y entregaron el trono al sobrino del califa asesinado, Yahya al-Mutasim.